# Battista Egnazio
Giovanni Battista Cipelli dit Battista Egnazio, né vers 1478 à Venise et mort le 27 juin 1553, est un érudit italien.

## Biographie
Après avoir ouvert une école de belles-lettres à Venise, il soutient de vives discussions avec son rival Marcus Antonius Coccius Sabellicus. En 1515, il accompagne les procurateurs de Saint-Marc à Milan partis complimenter François Ier au nom de la république de Venise. Il présente alors au roi un Panégyrique en vers héroïques qui sera imprimé à Venise en 1540.

## Œuvres
- Traité de l'origine des Turcs, 1539
- Abrégé de la vie des empereurs, 1588
- Exemples des hommes illustres de Venise, 1554

On lui doit aussi des éditions annotées de Suétone et d'Ovide ainsi que des Lettres de Cicéron.